# People Under the Stairs
I People Under the Stairs (P.U.T.S.) sono stati un duo hip hop statunitense formato a Los Angeles e composto da:
- Thes One (Chris Portugal)
- Double K. (Michael Turner)

Conosciuti principalmente nell'ambiente underground americano, il duo ha finora pubblicato 7 album in studio dalla loro formazione nel 1997.
Il 30 gennaio 2021 Double K è morto. Le cause della morte non sono state rese note.

## Discografia

### Album
- 1998 - The Next Step
- 2000 - Question in the Form of an Answer
- 2002 - O.S.T.
- 2003 - ...Or Stay Tuned
- 2006 - Stepfather
- 2008 - Fun DMC
- 2009 - Carried Away

### EPs
- 2000 - Question in the Form of an Answer Instrumentals
- 2001 - American Men Vol. 1
- 2003 - Other Such Tracks
- 2007 - Stepfather Instrumentals Part 1
- 2008 - Stepfather Instrumentals Part 2

### Compilation
- 2008 - The Om Years (Favorites, Rarities & B-Sides)

### Singoli
- 1998 - "The Next Step II"
- 2000 - "Youth Explosion"
- 2000 - "The Cat"
- 2000 - "We'll Be There" (Hot Rap Singles #36)
- 2002 - "Jappy Jap"
- 2002 - "O.S.T." (Original soundtrack)
- 2002 - "Acid Raindrops"
- 2003 - "Yield / Out da Club"
- 2006 - "Tuxedo Rap"
- 2006 - "Pass The 40"
- 2008 - "Step Bacc / The Wiz"
- 2008 - "Party Enemy #1 / Critical Condition"
- 2009 - "Trippin' at the Disco"